# Halmaherarupsvogel
De halmaherarupsvogel (Coracina parvula synoniem: Edolisoma parvulum) is een zangvogel uit de familie van de rupsvogels. Het is een endemische vogel op de Noord-Molukken.

## Verspreiding en leefgebied
De halmaherarupsvogel komt verspreid voor over het hele eiland Halmahera (Noord-Molukken, Indonesië). Het is een bosvogel die in laagland vrij schaars is, maar in heuvellandbos plaatselijk algemeen.

## Status
De vogel heeft een betrekkelijk groot verspreidingsgebied. Daardoor is de kans op uitsterven gering. De grootte van de populatie is niet gekwantificeerd, maar gaat in aantal achteruit. Het tempo ligt onder de 30% in tien jaar (minder dan 3,5% per jaar). Om deze redenen staat deze rupsvogel als niet bedreigd op de Rode Lijst van de IUCN.